# Jack Fisk
Jack Fisk (Canton, 19 december 1946) is een Amerikaanse production designer, artdirector en regisseur. Hij is vooral bekend van zijn samenwerkingen met regisseurs David Lynch en Terrence Malick.

## Biografie
Jack Fisk werd in 1946 geboren in Canton (Illinois). In zijn jeugd ging hij naar Francis C. Hammond High School in Alexandria, net als de latere filmmaker David Lynch, met wie hij door een gedeelde passie voor schilderkunst bevriend raakte. In New York studeerde hij een jaar aan Cooper Union. Nadien wilden Fisk en Lynch samen naar Europa reizen om er een schilderopleiding te volgen bij Oskar Kokoschka, maar omdat de Oostenrijkse kunstenaar enkel workshops bleek te geven en niet over een echte school bleek te beschikken, keerde het duo al na twee weken opnieuw naar de Verenigde Staten. In Philadelphia sloten ze zich vervolgens aan bij de Pennsylvania Academy of the Fine Arts. Toen Lynch begin jaren 1970 toegelaten werd tot de American Film Institute volgde Fisk hem mee naar Hollywood.
In 1973 leerde Fisk tijdens de productie van Badlands actrice Sissy Spacek kennen. De twee trouwden een jaar later en kregen samen twee dochters (Schuyler en Madison).
Fisk was ook even de schoonbroer van Lynch, die van 1977 tot 1987 met Fisks zus Mary getrouwd was.

## Carrière
Begin jaren 1970 werkte Fisk als gaffer mee aan The Peace Killers. Nadien bouwde hij een carrière uit als artdirector en production designer. Hij is vooral bekend van zijn vele samenwerkingen met zijn jeugdvriend Lynch en regisseur Terrence Malick. In 1977 had hij ook een cameo in Lynchs debuutfilm Eraserhead.
In 1981 maakte hij zijn regiedebuut met de dramafilm Raggedy Man, waarin zijn echtgenote Sissy Spacek de hoofdrol vertolkte. Enkele jaren later regisseerde hij Spacek ook in het romantisch drama Violets Are Blue (1986).
In 2007 werkte Fisk met regisseur Paul Thomas Anderson samen aan There Will Be Blood. De film, die zich afspeelt in het Californië van begin 20e eeuw, leverde hem zijn eerste Oscarnominatie op. Nadien werkten de twee ook samen aan The Master (2012). In 2015 ontving hij voor het productieontwerp van The Revenant een tweede Oscarnominatie.

## Filmografie
| Jaar | Titel                              | Rol                 |
| ---- | ---------------------------------- | ------------------- |
| 1971 | The Peace Killers                  | gaffer              |
| 1971 | Angels Hard as They Come           | artdirector         |
| 1972 | Cool Breeze                        | artdirector         |
| 1973 | Messiah of Evil                    | artdirector         |
| 1973 | Terminal Island                    | artdirector         |
| 1973 | The Slams                          | artdirector         |
| 1973 | Badlands                           | artdirector         |
| 1974 | Phantom of the Paradise            | production designer |
| 1975 | Darktown Strutters                 | production designer |
| 1976 | Vigilante Force                    | artdirector         |
| 1976 | Carrie                             | artdirector         |
| 1977 | Death Game                         | production designer |
| 1977 | Eraserhead                         | acteur              |
| 1978 | Days of Heaven                     | production designer |
| 1978 | Movie Movie                        | production designer |
| 1980 | Heart Beat                         | production designer |
| 1981 | Raggedy Man                        | regisseur           |
| 1986 | Violets Are Blue                   | regisseur           |
| 1990 | Daddy's Dyin': Who's Got the Will? | regisseur           |
| 1991 | Final Verdict (tv-film)            | regisseur           |
| 1992 | On the Air (tv-serie)              | regisseur           |
| 1998 | The Thin Red Line                  | production designer |
| 1999 | The Straight Story                 | production designer |
| 2001 | Mulholland Drive                   | production designer |
| 2005 | The New World                      | production designer |
| 2007 | The Invasion                       | production designer |
| 2007 | There Will Be Blood                | production designer |
| 2011 | Water for Elephants                | production designer |
| 2011 | The Tree of Life                   | production designer |
| 2012 | The Master                         | production designer |
| 2012 | To the Wonder                      | production designer |
| 2015 | Knight of Cups                     | production designer |
| 2015 | The Revenant                       | production designer |
| 2017 | Song to Song                       | production designer |

## Prijzen en nominaties
| Film                       | Categorie              | Uitslag        |
| Academy Awards             | Academy Awards         | Academy Awards |
| -------------------------- | ---------------------- | -------------- |
| There Will Be Blood (2007) | Beste productieontwerp | Genomineerd    |
| The Revenant (2015)        | Beste productieontwerp | Genomineerd    |
| BAFTA Awards               |                        |                |
| There Will Be Blood (2007) | Beste productieontwerp | Genomineerd    |
| Satellite Awards           |                        |                |
| Water for Elephants (2011) | Beste productieontwerp | Genomineerd    |
| The Master (2012)          | Beste productieontwerp | Genomineerd    |